# Ben Vautier
Ben Vautier (Nápoly, Olaszország, 1935. július 18. – 2024. június 5.) francia művész (Fluxusmozgalom).
Nizzában élt és dolgozott.  A francia dadaizmus, Marcel Duchamp és John Cage volt pályája elején nagy hatással rá. A mail-art is érdekelte.

## Akcióművészet
1962-ben például Ben Vautier Nizza utcáin vett filmre egy eseménysorozatot, amelyek közül néhánynak a forgatókönyvét már 1960-ban megírta. Szó-képek tábláit tartotta, és az  azokon megjelölt gesztusokat tette, cselekményeket végezte el. Miközben a falra írt, Vautier feljegyezte, „Ben écrit sur les mures” (Ben a falra ír). Miután megfestett egy táblát, amin „Regardez Ben va faire un geste” (Nézzék, Ben egy mozdulatot tesz) állt, letérdelt, felragasztotta a posztert a falra, megmozgatta térdeit és feltette a kezeit. Vautier az akciókat szó szerint, tárgy-ként/-iasan, vizuális formákban és vizuális jelek szavaiként mutatta be. Teste a kölcsönös megfelelésekhez, a gondolat cselekedetté alakításának adta a helyet.

## Test és művészet
Vautier eseményei a testet a vizuális információ kulcsaként helyezi el különböző jelrendszerekbe, amelyek belesűrűsödnek a képbe és cselekménybe, miközben azok mindvégig képesek a szó-reprezentációk, kép-reprezentációk és test-prezentációk közötti különbségek illusztrálására. Vautier bizonyságokat keresett a test-akciók és koncepciók közti paradoxonok természetéhez, hasonló formában, mint René Magritte tette a festőművészet és a költészet kapcsolatát feltérképező peinture-poésie-jében. Vautier azonban kiterjesztette Magritte jelentés összeolvasztásairól, mellérendelésekről, többértelműségről, a tárgyak és szavak elhidegüléséről szóló diskurzusát, utalva arra, hogy mindkettő milyen erősen kötődik a testhez.
Önmagát fizikailag és verbális kifejezéseivel a kommunikáció jelölő-központjába helyezte Vautier. Derűs magyarázatokkal látta el a művészek hírvivő szerepét a nézők és a nézett dolgok sokasága között, amint a valóság dolgaira mutogatnak és jelképes előjátékokkal alkudoznak jelentéseikről.
Az önmagára irányított figyelemmel Vautier elválasztotta az ego tényét és formáját a kultúra társadalmi keretében felolvadt, a művészt felfogó szerep-tudattól. Jelenléte a karrierizmus, a művészi szignó, a művészet gazdasága és a művészet történeti piacának alakjai közti kölcsönös kapcsolatokat anyagi értelemben is hiteles kép-szövegekbe írta. A jelenlétnek ez a tudatos előkészítése és fenntartása az egyén „szabadságaként teljesül be” – a felszabadulás folyamata viszont a normán keresztül és az ellen. történik – ahogyan azt Julia Kristeva egy másik kontextusban megfigyelte.

## Fluxus
Vautier ragaszkodása a nyelv vizuális megjelenítéséhez a Fluxus módszerek között a textuálist erősítette meg. Tábláival nem tett mást, mint folyamatosan fejlesztette a gondolat, az érzékelés, az akció és a tapasztalás közötti kapcsolatot. A jelentést adó jeleket, a „képszöveget” az erős egyén, a művész, mint a nézhető és olvasható világ reformjának nyilvánvalóan diszfunkcionális eszközeit formálta meg. Használhatatlanok és nélkülözhetetlenek. Normákból indulnak ki és a normák ellen hatnak. A Fluxus gondolatvilágának megfelelt ez a paradoxonokban gazdag gyakorlat. Ezen összetett apparátus feletti elmélkedés és az ezzel való találkozás esztétikai jutalom: „Mutassátok meg nekik az Igazságot” – mondta Gandhi –, „aztán majd meglátják a Szépséget is.”
- Zöld üveg: Az üveg tele van műanyag kupakkal, az üvegen címke van „piszkos víz” felirattal, tartalma: piszkos víz.

## Halála
Vautier 2024. június 5-én öngyilkosságot követett el, lőfegyverével főbe lőtte magát, miután felesége előző nap agyvérzést kapott és elhunyt.